# Lista över rymdfarare
Detta är en lista över rymdfarare sorterad på efternamn. Namn i kursivstil är personer som har lämnat omloppsbanan runt jorden och färdats mot en annan himlakropp. Namn i fetstil är personer som har gått på månen.

## A
- Joseph M. Acaba - STS-119, Sojuz TMA-04M, Expedition 31/32, Sojuz MS-06, Expedition 53/54
- Loren W. Acton - STS-51-F
- James C. Adamson - STS-28, STS-43
- Viktor Michailovitj Afanasjev - Sojuz TM-11, Sojuz TM-18, Sojuz TM-29, Sojuz TM-33
- Aidyn Aimbetov - Sojuz TMA-18M
- Thomas D. Akers - STS-41, STS-49, STS-61, STS-79
- Toyohiro Akiyama - Sojuz TM-11
- Sultan bin Salman bin Abdulaziz Al-Saud - STS-51-G
- Edwin "Buzz" Aldrin - Gemini 12, Apollo 11
- Alexander Pavlovitj Alexandrov - Sojuz T-9, Sojuz TM-3
- Alexander Panaiotow Alexandrow - Sojuz TM-5
- Andrew M. Allen - STS-46, STS-62, STS-75
- Joseph P. Allen - STS-5, STS-51-A
- Scott Altman - STS-90, STS-106
- William Anders - Apollo 8
- Clayton Anderson - STS-117, Expedition 15/16, STS-120, STS-131
- Michael P. Anderson - STS-89, STS-107
- Claudie André-Deshays - Sojuz TM-24, Sojuz TM-33
- Anousheh Ansari - Sojuz TMA-9
- Dominic A. Antonelli - STS-119, STS-132
- Jerome III "Jay" Apt - STS-37, STS-47, STS-59, STS-79
- Lee Archambault - STS-117, STS-119
- Neil Armstrong - Gemini 8, Apollo 11
- Richard R. Arnold - STS-119, Sojuz MS-08, Expedition 55/56
- Oleg Artemjev - Sojuz TMA-12M, Expedition 39/40, Sojuz MS-08, Expedition 55/56
- Jurij Petrovitj Artjuchin - Sojuz 14
- Anatolij Pavlovitj Arzebarski - Sojuz TM-12
- Jeffrey Ashby - STS-93, STS-100, STS-112
- Oleg Jurjevitj Atkov - Sojuz T-10
- Toktar Ongarbajevitj Aubakirov - Sojuz TM-13
- Serena Auñón-Chancellor - Sojuz MS-09, Expedition 56/57
- Sergej Vasiljevitj Avdejev - Sojuz TM-15, Sojuz TM-22, Sojuz TM-28
- Vladimir Viktorovitj Axjonov - Sojuz 22, Sojuz T-2

## B
- James P. Bagian - STS-29, STS-40
- Ellen S. Baker - STS-34, STS-50, STS-71
- Michael A. Baker - STS-43, STS-52, STS-68, STS-81
- Alexander Nikolajevitj Balandin - Sojuz TM-9
- Michael R. Barratt - Sojuz TMA-14, Expedition 19/20, STS-133
- Daniel T. Barry - STS-72, STS-96
- John-David F. Bartoe - STS-51-F
- Jurij Michailovitj Baturin - Sojuz TM-28
- Patrick Pierre Roger Baudry - STS-51-G
- Alan L. Bean - Apollo 12, Skylab 3
- Bob Behnken - STS-123, STS-130
- Pavel Ivanovitj Beljajev - Voschod 2
- Ivan Bella - Sojuz TM-29
- Georgij Timofejevitj Beregovoj - Sojuz 3
- Anatolij Nikolajevitj Berezowoj - Sojuz T-5
- John E. Blaha - STS-29, STS-33, STS-43, STS-58, STS-79
- Michael J. Bloomfield - STS-86, STS-97
- Guion S., Jr. Bluford - STS-8, STS-61-A, STS-39, STS-53
- Karol J. Bobko - STS-6, STS-51-D, STS-51-J
- Eric A. Boe - STS-126, STS-133
- Charles F. Bolden - STS-61-C, STS-31, STS-45, STS-60
- Liu Boming - Shenzhou 7
- Roberta Bondar - STS-42
- Andrej Borisenko - Sojuz TMA-21, Expedition 27/28, Sojuz MS-02, Expedition 49/50
- Frank F. II Borman - Gemini 7, Apollo 8
- Stephen G. Bowen - STS-126, STS-132, STS-133
- Kenneth D. Bowersox - STS-50, STS-61, STS-73, STS-82, Expedition 6
- Charles Eldon, Jr. Brady - STS-78
- Vance D. Brand - Apollo-Sojuz-Testprojekt, STS-5, STS-41-B, STS-35
- Daniel C. Brandenstein - STS-8, STS-51-G, STS-32, STS-49
- Randolph Bresnik - STS-129, Sojuz MS-05, Expedition 52/53
- Roy D., Jr. Bridges - STS-51-F
- Curtis L., Jr. Brown - STS-47, STS-66, STS-77, STS-85, STS-95, STS-103
- David M. Brown - STS-107
- Mark N. Brown - STS-28, STS-48
- James F. Buchli - STS-51-C, STS-61-A, STS-29, STS-48
- Jay C. Buckey - STS-90
- Nikolaij Michailovitj Budarin - STS-71, Sojuz TM-27, Expedition 6
- Daniel C. Burbank - STS-106, STS-115, Sojuz TMA-22, Expedition 29/30
- Daniel W. Bursch - STS-51, STS-68, STS-77, Expedition 4
- Valerij Bykovskij - Vostok 5, Sojuz 22, Sojuz 31

## C
- Robert D. Cabana - STS-41, STS-53, STS-65, STS-88
- Tracy Caldwell Dyson - STS-118, Sojuz TMA-18, Expedition 23/24
- Charles J. Camarda - STS-114
- Kenneth D. Cameron - STS-37, STS-56, STS-74
- Duane G. Carey - STS-109
- M. Scott Carpenter - Mercury 7
- Gerald P. Carr - Skylab 4
- Manley Lanier, Jr. "Sonny" Carter - STS-33
- John H. Casper - STS-36, STS-54, STS-62, STS-77
- Christopher J. Cassidy - STS-127, Sojuz TMA-08M, Expedition 35/36
- Robert J. Cenker - STS-61-C
- Eugene A. Cernan - Gemini 9A, Apollo 10, Apollo 17
- Gregory Chamitoff - STS-124, STS-134, Expedition 17/18
- Franklin R. Chang-Diaz - STS-61-C, STS-34, STS-46, STS-60, STS-75, STS-91, STS-111
- Kalpana Chawla - STS-87, STS-107
- Maurizio Cheli - STS-75
- Chen Dong - Shenzhou 11
- Leroy Chiao - STS-65, STS-72, STS-92, Sojuz TMA-5, Expedition 10
- Kevin P. Chilton - STS-49, STS-59, STS-76
- Jean-Loup Jacques Marie Chrétien - Sojuz T-6, Sojuz TM-7, STS-86
- Jevgenij Vasiljevitj Chrunov - Sojuz 5
- Laurel Clark - STS-107
- Mary L. Cleave - STS-61-B, STS-30
- Jean-Francois André Clervoy - STS-66, STS-84, STS-103
- Michael R. Clifford - STS-53, STS-59, STS-76
- Michael L. Coats - STS-41-D, STS-29, STS-39
- Kenneth D. Cockrell - STS-56, STS-69, STS-80, STS-98, STS-111
- Catherine G. Coleman - STS-73, STS-93, Sojuz TMA-20, Expedition 26/27
- Eileen Collins - STS-63, STS-84, STS-93, STS-114
- Michael Collins - Gemini 10, Apollo 11
- Charles P. Conrad - Gemini 5, Gemini 11, Apollo 12, Skylab 2
- L. Gordon Cooper - Mercury 9, Gemini 5
- Richard O. Covey - STS-51-I, STS-26, STS-38, STS-61
- Timothy J. Creamer - Sojuz TMA-17, Expedition 22/23
- John O. Creighton - STS-51-G, STS-36, STS-48
- Robert Crippen - STS-1, STS-7, STS-41-C, STS-41-G
- Samantha Cristoforetti - Sojuz TMA-15M, Expedition 42/43
- Roger K. Crouch - STS-83, STS-94
- Frank L. Culbertson - STS-38, STS-51, Expedition 3
- Walter Cunningham - Apollo 7
- Robert Lee, Jr. Curbeam - STS-85, STS-98
- Nancy J. Currie - STS-57, STS-70, STS-88, STS-109

## D
- N. Jan Davis - STS-47, STS-60, STS-85
- Frank De Winne - Sojuz TMA-1, Sojuz TMA-15
- Lawrence J. DeLucas - STS-50
- Vladimir Nikolajevitj Desjurov - Sojuz TM-21, Expedition 3, STS-105
- Lev Stepanovitj Djomin - Sojuz 15
- Georgij Timofejevitj Dobrovolskij - Sojuz 11
- Takao Doi - STS-87, STS-123
- Benjamin Alvin Drew - STS-118, STS-133
- Brian Duffy - STS-45, STS-57, STS-72, STS-92
- Charles M. Duke - Apollo 16
- Bonnie J. Dunbar - STS-61-A, STS-32, STS-50, STS-71, STS-89
- Pedro Francisco Duque - STS-95, Sojuz TMA-3
- Samuel T. Durrance - STS-35, STS-67
- James Dutton - STS-131
- Vladimir Dzjanibekov-  Sojuz 27, Sojuz 39, Sojuz T-6, Sojuz T-12, Sojuz T-13

## E
- Joe Frank, Jr. Edwards - STS-89
- Donn F. Eisele - Apollo 7
- Anthony W. England - STS-51-F
- Joe Engle - STS-2, STS-51-I
- Ronald E. Evans - Apollo 17
- Reinhold Ewald - Sojuz TM-25
- Léopold Eyharts - Sojuz TM-27, STS-122, Expedition 16

## F
- John M. Fabian - STS-7, STS-51-G
- Muhammed Achmed Faris - Sojuz TM-3
- Bertalan Farkas - Sojuz 36
- Jean-Jacques Favier - STS-78
- Konstantin Petrovitj Feoktistov - Voschod 1
- Christopher Ferguson - STS-115, STS-126, STS-135
- Martin J. Fettman - STS-58
- Andrew J. Feustel - STS-125, STS-134, Sojuz MS-08, Expedition 55/56
- Anatolij Vasiljevitj Filiptjenko - Sojuz 7, Sojuz 16
- E. Michael Fincke - Sojuz TMA-4, Expedition 9, Sojuz TMA-13, Expedition 18, STS-134
- Jack D. Fischer - Sojuz MS-04, Expedition 51/52
- Anna L. Fisher - STS-51-A
- William F. Fisher - STS-51-I
- Klaus-Dietrich Flade - Sojuz TM-14
- Colin Michael Foale - STS-45, STS-56, STS-63, STS-84, STS-103, Sojuz TMA-3, Expedition 8
- Kevin A. Ford - STS-128, Sojuz TMA-06M, Expedition 33/34
- Michael Foreman - STS-123, STS-129
- Patrick G. Forrester - STS-105, STS-117, STS-128
- Michael E. Fossum - STS-121, STS-124, Sojuz TMA-02M, Expedition 28/29
- Stephen N. Frick - STS-110, STS-122
- Dirk Frimout - STS-45
- Christer Fuglesang - STS-116, STS-128
- C. Gordon Fullerton - STS-3, STS-51-F
- Reinhard Alfred Furrer - STS-61-A
- Satoshi Furukawa - Sojuz TMA-3, Expedition 28/29

## G
- Francis Andrew Gaffney - STS-40
- Jurij Gagarin - Vostok 1, (första människa i rymden den 12 april 1961)
- Ronald J. Garan - STS-124, Sojuz TMA-21, Expedition 27/28
- Dale Gardner - STS-8, STS-51-A
- Guy Gardner - STS-27, STS-35
- Jake Garn - STS-51-D
- Marc Garneau - STS-41-G, STS-77, STS-97
- Owen Garriott - Skylab 3, STS-9
- Richard Garriott - Sojuz TMA-13
- Charles D. Gemar - STS-38, STS-48, STS-62
- Michael L. Gernhardt - STS-69, STS-83, STS-94, STS-104
- Alexander Gerst - Sojuz TMA-13M, Expedition 40/41, Sojuz MS-09, Expedition 56/57
- Edward Gibson - Skylab 4
- Robert L. Gibson - STS-41-B, STS-61-C, STS-27, STS-47, STS-71
- Jurij Gidzenko - Sojuz TM-22, Expedition 1, Sojuz TM-31, Sojuz TM-34
- Jurij Glazkov - Sojuz 24
- John Glenn - Mercury 6, STS-95
- Linda M. Godwin - STS-37, STS-59, STS-76, STS-108
- Michael T. Good - STS-125, STS-132
- Viktor Gorbatko - Sojuz 7, Sojuz 24, Sojuz 37
- Richard F. Gordon - Gemini 11, Apollo 12
- Dominic Lee Pudwill Gorie - STS-91, STS-99, STS-108, STS-123
- Ronald John Grabe - STS-51-J, STS-30, STS-42, STS-57
- Frederick Drew Gregory - STS-51-B, STS-33, STS-44
- William G. Gregory - STS-67
- Georgij Gretjko - Sojuz 17, Sojuz 26, Sojuz T-14
- S. David Griggs - STS-51-D
- Virgil I. Grissom - Mercury 4, Gemini 3
- John M. Grunsfeld - STS-67, STS-81, STS-103, STS-109, STS-125
- Alexej Gubarev - Sojuz 17, Sojuz 28
- Umberto Guidoni - STS-75, STS-100
- Shugderdemidyn Gurragtschaa - Sojuz 39
- Sidney McNeill Gutierrez - STS-40, STS-59

## H
- Chris Hadfield - STS-74, STS-100, Sojuz TMA-07M, Expedition 34/35
- Claudie Haigneré - Sojuz TM-24, Sojuz TM-33
- Jean-Pierre Haigneré - Sojuz TM-17, Sojuz TM-29
- Jing Haipeng - Shenzhou 7, Shenzhou 9, Shenzhou 11
- Fred W. Haise - Apollo 13
- Nie Haisheng - Shenzhou 6, Shenzhou 10
- James D. Halsell - STS-65, STS-74, STS-83, STS-94, STS-101
- Kenneth T. Ham - STS-124, STS-132
- L. Blaine Hammond - STS-39, STS-64
- Gregory Jordan Harbaugh - STS-39, STS-54, STS-71, STS-82
- Bernard A. Harris - STS-55, STS-63
- Terry Hart - STS-41-C
- Henry Hartsfield - STS-4, STS-41-D, STS-61-A
- Frederick Hauck - STS-7, STS-51-A, STS-26
- Steven Hawley - STS-41-D, STS-61-C, STS-31, STS-82, STS-93
- Susan J. Helms - STS-54, STS-64, STS-78, STS-101, STS-102, Expedition 2
- Karl Gordon Henize - STS-51-F
- Thomas J. Hennen - STS-44
- Terence T. Henricks - STS-44, STS-55, STS-70, STS-78
- Mirosław Hermaszewski - Sojuz 30
- Jose M. Hernandez - STS-128
- John B. Herrington - STS-113
- Richard J. Hieb - STS-39, STS-49, STS-65
- Joan Higginbotham - STS-116
- David C. Hilmers - STS-51-J, STS-26, STS-36, STS-42
- Kathryn P. Hire - STS-90, STS-130
- Charles O. Hobaugh - STS-104, STS-118, STS-129
- Jeffrey A. Hoffman - STS-51-D, STS-35, STS-46, STS-61, STS-75
- Michael S. Hopkins - Sojuz TMA-10M, Expedition 37/38
- Scott J. Horowitz - STS-75, STS-82, STS-101, STS-105
- Akihiko Hoshide - STS-124, Sojuz TMA-05M, Expedition 32/33
- Millie Hughes-Fulford - STS-40
- Doug Hurley - STS-127, STS-135
- Rick Husband - STS-96, STS-107

## I
- James B. Irwin - Apollo 15
- Anatolij Ivanisjin - Sojuz TMA-22, Expedition 29/30, Sojuz MS-01, Expedition 48/49
- Georgi Ivanov - Sojuz 33
- Alexander Ivantjenkov - Sojuz 29, Sojuz T-6
- Marsha Ivins - STS-32, STS-46, STS-62, STS-81, STS-98

## J
- Gregory Jarvis - STS-51-L
- Boris Jegorov - Voschod 1
- Alexej Jelisejev - Sojuz 5, Sojuz 8, Sojuz 10
- Mae Jemison - STS-47
- Tamara E. Jernigan - STS-40, STS-52, STS-67, STS-80, STS-96
- Brent W. Jett - STS-72, STS-81, STS-97
- Gregory C. Johnson - STS-125
- Gregory H. Johnson - STS-123, STS-134
- Thomas David Jones - STS-59, STS-68, STS-80, STS-98
- Fei Junlong - Shenzhou 6
- Fjodor Jurtjichin - STS-112, Sojuz TMA-10, Expedition 15, Sojuz TMA-19, Expedition 24/25, Sojuz TMA-09M, Expedition 36/37, Sojuz MS-04, Expedition 51/52
- Sigmund Jähn - Sojuz 31

## K
- Leonid Konstantinowitsch Kadenjuk - STS-87
- Alexander Jurjevitj Kaleri - Sojuz TM-14, Sojuz TM-24, Sojuz TM-30, Expedition 8, Sojuz TMA-3, Sojuz TMA-01M, Expedition 25/26
- Norishige Kanai - Sojuz MS-07, Expedition 54/55
- Janet L. Kavandi - STS-91, STS-99, STS-104
- James M. Kelly - STS-102
- Mark E. Kelly - STS-108, STS-121, STS-124, STS-134
- Scott J. Kelly - STS-103, STS-118, Sojuz TMA-01M, Expedition 25/26, Sojuz TMA-16M, Expedition 43/44/45/46, Sojuz TMA-18M
- Joseph P. Kerwin - Skylab 2
- Susan Kilrain - STS-83, STS-94
- Robert S. Kimbrough - STS-126, Sojuz MS-02, Expedition 49/50
- Leonid Denisovitj Kisim - Sojuz T-3, Sojuz T-10, Sojuz T-15
- Pjotr Iljitj Klimuk - Sojuz 13, Sojuz 18, Sojuz 30
- Christina Koch - Sojuz MS-12, Expedition 59/60/61, Sojuz MS-13
- Vladimir Komarov† - Voschod 1, Sojuz 1
- Jelena Kondakova - Sojuz TM-20, STS-84
- Dmitrij Kondratjev - Sojuz TMA-20, Expedition 26/27
- Oleg Kononenko - Sojuz TMA-12, Expedition 17, Sojuz TMA-03M, Expedition 30/31, Sojuz TMA-17M, Expedition 44/45, Sojuz MS-11, Expedition 58/59
- Timothy L. Kopra - STS-127, Expedition 20, STS-128, Sojuz TMA-19M, Expedition 46/47
- Michail Kornijenko - Sojuz TMA-18, Expedition 23/24 Sojuz TMA-16M, Expedition 43/44/45/46, Sojuz TMA-18M
- Valerij Grigorjevitj Korsun - Sojuz TM-24, Expedition 5
- Oleg Kotov - Sojuz TMA-10, Expedition 15, Sojuz TMA-17, Expedition 22/23, Sojuz TMA-10M, Expedition 37/38
- Vladimir Vasiljevitj Kovaljonok - Sojuz 25, Sojuz 29, Sojuz T-4
- Sergej Krikaljov - Sojuz TM-7, Mir EO-4, Sojuz TM-12, Sojuz TM-12, Mir LD-3, STS-60, STS-88, Sojuz TM-31, STS-102, Expedition 1, Sojuz TMA-6, Expedition 11
- Kevin R. Kregel - STS-70, STS-78, STS-87, STS-99
- Valerij Nikolajevitj Kubasov - Sojuz 6, Sojuz 19, Sojuz 36
- André Kuipers - Sojuz TMA-4/TMA-3, Sojuz TMA-03M, Expedition 30/31

## L
- Guy Laliberté - Sojuz TMA-16/TMA-14
- Vasilij Lasarev - Sojuz 12
- Alexander Lasutkin - Sojuz TM-25
- Alexander Lavejkin - Sojuz TM-2
- Wendy B. Lawrence - STS-67, STS-86, STS-91, STS-114
- Valentin Lebedev - Sojuz 13, Sojuz T-5
- Mark C. Lee - STS-30 STS-47, STS-64, STS-82
- David Leestma - STS-41-G, STS-28, STS-45
- William B. Lenoir - STS-5
- Aleksej Leonov - Voschod 2, Sojuz 19 (första människan att göra en rymdpromenad)
- Fred Weldon Leslie - STS-73
- Anatolij Levtjenko - Sojuz TM-4
- Byron K. Lichtenberg - STS-9, STS-45
- Don Lind - STS-51-B
- Kjell N. Lindgren - Sojuz TMA-17M, Expedition 44/45
- Steven Lindsey - STS-87, STS-95, STS-104, STS-121, STS-133
- Jerry M. Linenger - STS-64, STS-81
- Richard M. Linnehan - STS-78, STS-90, STS-109, STS-123
- Gregory Thomas Linteris - STS-83, STS-94
- Yang Liwei - Shenzhou 5
- Vladimir Ljachov - Sojuz 32, Sojuz T-9, Sojuz TM-6
- Paul S. Lockhart - STS-111, STS-113
- Jurij Lontjakov - STS-100, Sojuz TMA-1, Sojuz TM-34, Sojuz TMA-13, Expedition 18
- Michael López-Alegría - STS-73, STS-92, STS-113, Sojuz TMA-9, Expedition 14
- John Michael Lounge - STS-51-I, STS-26, STS-35
- Jack Robert Lousma - Skylab 3, STS-3
- Stanley G. Love - STS-122
- Jim Lovell - Gemini 7, Gemini 12, Apollo 8, Apollo 13
- G. David Low - STS-32, STS-43, STS-57
- Edward Tsang Lu - STS-84, STS-106, Expedition 7
- Shannon Matilda Wells Lucid - STS-51-G, STS-34, STS-43, STS-58, STS-76

## M
- Steven MacLean - STS-52, STS-115
- Oleg Makarov - Sojuz 12, Sojuz 27, Sojuz T-3
- Sandra H. Magnus - STS-112, STS-126, Expedition 18, STS-119, STS-135
- Jurij Malentjenko - Sojuz TM-19, Mir EO-16, STS-106, Sojuz TMA-2, Expedition 7, Sojuz TMA-11, Expedition 16, Sojuz TMA-05M, Expedition 32/33, Sojuz TMA-19M, Expedition 46/47
- Franco Egidio Malerba - STS-46
- Jurij Malysjev - Sojuz T-2, Sojuz T-11
- Gennadij Manakov - Sojuz TM-10, Sojuz TM-16
- Musa Manarov - Sojuz TM-4, Sojuz TM-11
- Thomas H. Marshburn - STS-127, Sojuz TMA-07M, Expedition 34/35
- Michael J. Massimino - STS-109, STS-125
- Richard A. Mastracchio - STS-106, Expedition 7 STS-118, STS-131, Sojuz TMA-11M, Expedition 38/39
- Thomas K. Mattingly - Apollo 16, STS-4, STS-51-C
- K. Megan McArthur - STS-125, SpaceX Crew-2, Expedition 65/66
- William S. McArthur - STS-58, STS-74, STS-92, Sojuz TMA-7, Expedition 12
- ( Christa McAuliffe - STS-51-L† )
- Jon McBride - STS-41-G
- Bruce McCandless - STS-41-B, STS-31
- Anne McClain - Sojuz MS-11, Expedition 58/59
- William C. McCool - STS-107†
- Michael J. McCulley - STS-34
- James A. McDivitt - Gemini 4, Apollo 9
- Donald R. McMonagle - STS-39, STS-54, STS-66
- Ronald McNair - STS-41-B, STS-51-L†
- Carl J. Meade - STS-38, STS-50, STS-64
- Jessica Meir - Sojuz MS-15, Expedition 61/62
- Bruce E. Melnick - STS-41, STS-49
- Pamela Melroy - STS-92, STS-112, STS-120
- Leland D. Melvin - STS-122, STS-129
- Arnaldo Tamayo Méndez - Sojuz 38
- Ulf Merbold - STS-9, STS-42, Sojuz TM-20
- Ernst Willi Messerschmid - STS-61-A
- Dorothy Metcalf-Lindenburger - STS-131
- Aleksandr Misurkin - Sojuz TMA-08M, Expedition 35/36, Sojuz MS-06, Expedition 53/54
- Edgar D. Mitchell - Apollo 14
- Andreas Mogensen - Sojuz TMA-18M/TMA-16M
- Abdol Ahad Mohmand - Sojuz TM-6
- Mamoru Mohri - STS-47, STS-99
- Andrew R. Morgan - Sojuz MS-13, Expedition 60/61/62, Sojuz MS-15
- Barbara Morgan - STS-118
- Lee Morin - STS-110
- Boris Morukov - STS-106
- Chiaki Mukai - STS-65, STS-95
- Mike Mullane - STS-41-D, STS-27, STS-36
- Talgat Musabajev - Sojuz TM-19, Sojuz TM-27, Sojuz TM-32
- Story Musgrave - STS-6, STS-51-F, STS-33, STS-44, STS-61, STS-80

## N
- Steven R. Nagel - STS-51-G, STS-61-A, STS-37, STS-55
- Bill Nelson - STS-61-C
- George Nelson - STS-41-C, STS-61-C, STS-26
- Paolo A. Nespoli - STS-120, Sojuz TMA-20, Expedition 26/27, Sojuz MS-05, Expedition 52/53
- James H. Newman - STS-51, STS-69, STS-88
- Claude Nicollier - STS-46, STS-61, STS-75, STS-103
- Andrijan Grigorjevitj Nikolajev - Vostok 3, Sojuz 9
- Soichi Noguchi - STS-114, Sojuz TMA-17, Expedition 22/23
- Carlos I. Noriega - STS-84, STS-97
- Oleg Novitskiy - Sojuz TMA-06M, Expedition 33/34, Sojuz MS-03, Expedition 50/51
- Lisa Nowak - STS-121
- Karen L. Nyberg - STS-124, Sojuz TMA-09M, Expedition 36/37

## O
- Bryan D. O'Connor - STS-61-B, STS-40
- Ellen Ochoa - STS-56, STS-66, STS-96, STS-110
- Wubbo Johannes Ockels - STS-61-A
- William Oefelein - STS-116
- John D. Olivas - STS-117, STS-128
- Gregory Olsen - Sojuz TMA-7/TMA-6
- Takuya Onishi - Sojuz MS-01, Expedition 48/49
- Ellison Onizuka - STS-51-C, STS-51-L
- Jurij Ivanovitj Onufrijenko - Sojuz TM-23, Expedition 4
- Stephen S. Oswald - STS-42, STS-56, STS-67
- Robert Franklyn Overmyer - STS-5, STS-51-B
- Aleksej Ovtjinin - Sojuz TMA-20M, Expedition 47/48

## P
- Gennadij Padalka - Sojuz TM-28 (MIR-26), Sojuz TMA-4 (Expedition 9), Sojuz TMA-14 (Expedition 19/20), Sojuz TMA-04M (Expedition 31/32), Sojuz TMA-16M (Expedition 43/44)
- William A. Pailes - STS-51-J
- Scott E. Parazynski - STS-66, STS-86, STS-95
- Ronald A. Parise - STS-35, STS-67
- Robert Allan Ridley Parker - STS-9, STS-35
- Luca Parmitano - Sojuz TMA-09M, Expedition 36/37
- Nicholas Patrick - STS-116, STS-130
- James Anthony Pawelczyk - STS-90
- Julie Payette - STS-96, STS-127
- Gary Eugene Payton - STS-51-C
- Viktor Ivanovitj Pazajev - Sojuz 11
- Timothy Peake - Sojuz TMA-19M, Expedition 46/47
- Thomas Pesquet - Sojuz MS-03, Expedition 50/51
- Donald H. Peterson - STS-6
- Donald R. Pettit - STS-113, Expedition 6, Sojuz TMA-1, STS-126, Sojuz TMA-03M, Expedition 30/31
- John L. Phillips - STS-100, Sojuz TMA-6, Expedition 11, STS-119
- William Pogue - Skylab 4
- Alan G. Poindexter - STS-122, STS-131
- Mark L. Polansky - STS-98
- Alexander Fjodorovitj Polesjtjuk - Sojuz TM-16
- Valerij Vladimirovitj Poljakov - Sojuz TM-6, Sojuz TM-18
- Marcos Cesar Pontes - Sojuz TMA-8/TMA-7
- Leonid Ivanovitj Popov - Sojuz 35, Sojuz 40, Sojuz T-7
- Pavel Romanovitj Popovitj - Vostok 4, Sojuz 14
- Charles Joseph Precourt - STS-55, STS-71, STS-84, STS-91
- Sergey Prokopyev - Sojuz MS-09, Expedition 56/57
- Dumitru Dorin Prunariu - Sojuz 40

## R
- Ilan Ramon - STS-107
- William F. Readdy - STS-42, STS-51, STS-79
- Kenneth S. Reightler - STS-48, STS-60
- James F. Reilly - STS-89
- Garrett E. Reisman - STS-123, Expedition 16/17, STS-124, STS-132
- Thomas A. Reiter - Sojuz TM-22, Euromir 95, STS-121, Expedition 13/14, STS-116
- Vladimir Remek - Sojuz 28
- Judith Resnik - STS-41-D, STS-51-L
- Sergei Revin - Sojuz TMA-04M, Expedition 31/32
- Paul W. Richards - STS-102
- Richard Noel Richards - STS-28, STS-41, STS-50, STS-64
- Sally Ride - STS-7, STS-41-G
- Valerij Viktorovitj Rjumin - Sojuz 25, Sojuz 32, Sojuz 35 STS-91
- Stephen Kern Robinson - STS-85, STS-95
- Jurij Viktorovitj Romanenko - Sojuz 26, Sojuz 38, Sojuz TM-2
- Roman Romanenko - Sojuz TMA-15, Expedition 20/21, Sojuz TMA-07M, Expedition 34/35
- Kent Rominger - STS-73, STS-80, STS-85, STS-96
- Stuart Roosa - Apollo 14
- Jerry L. Ross - STS-61-B, STS-27, STS-37, STS-55, STS-74, STS-88
- Valerij Iljitj Rozjdestvenskij - Sojuz 23
- Kathleen Hallisey Rubins - Sojuz MS-01, Expedition 48/49
- Nikolaj Nikolajevitj Rukavisjnikov - Sojuz 10, Sojuz 16, Sojuz 33
- Mario Runco - STS-44, STS-54, STS-77
- Sergey Ryazansky - Sojuz TMA-10M, Expedition 37/38, Sojuz MS-05, Expedition 52/53
- Sergej Nikolajevitj Ryzjikov - Sojuz MS-02, Expedition 49/50

## S
- Albert Sacco - STS-73
- David Saint-Jacques - Sojuz MS-11, Expedition 58/59
- Sergej Viktorovitj Saljotin - Sojuz TM-30
- Aleksandr M. Samokutjajev - Sojuz TMA-21, Expedition 27/28, Sojuz TMA-14M, Expedition 41/42
- Gennadij Vasiljevitj Sarafanov - Sojuz 15
- Robert L. Satcher - STS-129
- Viktor Petrovitj Savinych - Sojuz T-4, Sojuz T-13, Sojuz TM-5
- Svetlana Jevgenjevna Savitskaja - Sojuz T-7, Sojuz T-12
- Walter Schirra - Mercury 8, Gemini 6, Apollo 7
- Hans Schlegel - STS-55, STS-122
- Harrison H. Schmitt - Apollo 17
- Russell L. Schweickart - Apollo 9
- Dick Scobee - STS-41-C, STS-51-L
- David Randolph Scott - Gemini 8, Apollo 9, Apollo 15
- Winston E. Scott - STS-72, STS-87
- Paul Desmond Scully-Power - STS-41-G
- Richard A. Searfoss - STS-58, STS-76, STS-90
- Alexander Alexandrovitj Serebrov - Sojuz T-7, Sojuz T-8, Sojuz TM-8, Sojuz TM-17
- Jelena Serova - Sojuz TMA-14M, Expedition 41/42
- Margaret Rhea Seddon - STS-51-D, STS-40, STS-58
- Ronald M. Sega - STS-60, STS-76
- Piers Sellers - STS-112, STS-121, STS-132
- Vitalij Ivanovitj Sevastjanov - Sojuz 9, Sojuz 18
- Rakesh Sharma - Sojuz T-11
- Helen Patricia Sharman - Sojuz TM-12
- Brewster H. Shaw - STS-9, STS-61-B, STS-28
- Alan Shepard - Mercury 3, Apollo 14
- William M. Shepherd - STS-27, STS-41, STS-52, Expedition 1, Sojuz TM-31, STS-102
- Sheikh Muszaphar Shukor - Sojuz TMA-11/TMA-10
- Mark Shuttleworth - Sojuz TM-33, Sojuz TM-31
- Loren Shriver - STS-51-C, STS-31, STS-46
- Charles Simonyi - Sojuz TMA-10/TMA-9, Sojuz TMA-14/TMA-13
- Salizchan Sjakirovitj Sjaripov - STS-89
- Salizjan Sjaripov - STS-89, Sojuz TMA-5, Expedition 10
- Vladimir Alexandrovitj Sjatalov - Sojuz 4, Sojuz 8, Sojuz 10
- Anton N. Sjkaplerov - Sojuz TMA-22, Expedition 29/30, Sojuz TMA-15M, Expedition 42/43, Sojuz MS-07, Expedition 54/55
- Georgij Stepanovitj Sjonin - Sojuz 6
- Oleg Skripotjka - Sojuz TMA-01M, Expedition 25/26, Sojuz TMA-20M, Expedition 47/48
- Aleksandr Skvortsov - Sojuz TMA-18, Expedition 23/24, Sojuz TMA-12M, Expedition 39/40
- Deke Slayton - ASTP
- Michael J. Smith - STS-51-L
- Steven L. Smith - STS-68, STS-82, STS-103
- Anatolij Jakovlevitj Solovjov - Sojuz TM-5, Sojuz TM-9, Sojuz TM-15, STS-71, Sojuz TM-26
- Vladimir Alexejevitj Solovjov - Sojuz T-10, Sojuz T-15
- Yi So-yeon - Sojuz TMA-12, Sojuz TMA-11
- Sherwood C. Spring - STS-61-B
- Robert C. Springer - STS-29, STS-38
- Thomas P. Stafford - Gemini 6, Gemini 9, Apollo 10, ASTP
- Heidemarie Stefanyshyn-Piper - STS-115, STS-126
- Robert Lee Stewart - STS-41-B, STS-51-J
- Nicole P. Stott - STS-128, Expedition 20/21, STS-129, STS-133
- Gennadij Michailovitj Strekalov - Sojuz T-3, Sojuz T-8, Sojuz T-11, Sojuz TM-10, Sojuz TM-21
- Frederick W. Sturckow - STS-88
- Kathryn D. Sullivan - STS-41-G, STS-31, STS-45
- Maksim Surajev - Sojuz TMA-16, Expedition 21/22, Sojuz TMA-13M, Expedition 40/41
- Steven Swanson - STS-117, STS-119, Sojuz TMA-12M, Expedition 39/40
- Jack Swigert - Apollo 13

## T
- Daniel M. Tani - STS-108, STS-120, Expedition 16, STS-122
- Joseph R. Tanner - STS-66, STS-82, STS-97
- Jevgenij Tarelkin - Sojuz TMA-06M, Expedition 33/34
- Valentina Vladimirovna Teresjkova - Vostok 6 (första kvinnan i rymden den 19 juni 1963)
- Norman Thagard - STS-7, STS-51-B, STS-30, STS-42, Sojuz TM-21
- Gerhard Julius Paul Thiele - STS-99
- Robert Thirsk - STS-78, Sojuz TMA-15, Expedition 20/21
- Andy Thomas - STS-77, STS-89, STS-102
- Donald A. Thomas - STS-65, STS-70, STS-83, STS-94
- Kathryn Ryan Cordell Thornton - STS-33, STS-49, STS-61, STS-73
- William E. Thornton - STS-8, STS-51-B
- Pierre J. Thuot - STS-36, STS-49, STS-62
- Scott D. Tingle - Sojuz MS-07, Expedition 54/55
- Dennis Tito - Sojuz TM-31, Sojuz TM-32
- German Stepanovitj Titov - Vostok 2
- Vladimir Georgjevitj Titov - Sojuz T-8, Sojuz TM-4, STS-63, STS-86
- Michail Vladislavovitj Tiurin - STS-105, Expedition 3, STS-108, Sojuz TMA-9, Expedition 14, Sojuz TMA-11M, Expedition 38/39
- Michel Ange-Charles Tognini - Sojuz TM-15, STS-93
- Valerij Ivanovitj Tokarev - STS-96, Expedition 12
- Sergej Jevgenjevitj Tresjtjov - Expedition 5
- Eugene Huu-Chau Trinh - STS-50
- Richard H. Truly - STS-2, STS-8
- Bjarni Valdimar Tryggvason - STS-85
- Vasilij Vasiljevitj Tsiblijev - Sojuz TM-17, Sojuz TM-25
- Phạm Tuân - Sojuz 37

## U
- Jurij Vladimirovitj Usatjov - Sojuz TM-18, Sojuz TM-23, STS-101, STS-102, Expedition 2

## V
- Lodewijk van den Berg - STS-51-B
- James van Hoften - STS-41-C, STS-51-I
- Mark T. Vande Hei - Sojuz MS-06, Expedition 53/54
- Vladimir Vladimirovitj Vasjutin - Sojuz T-14
- Charles Lacy Veach - STS-39, STS-52
- Rodolfo Neri Vela - STS-61-B
- Franz Artur Viehböck - Sojuz TM-13
- Alexander Stepanovitj Viktorenko - Sojuz TM-3, Sojuz TM-8, Sojuz TM-14, Sojuz TM-20
- Pavel Vladimirovitj Vinogradov - Sojuz TM-26, Sojuz TMA-8, Expedition 13, Sojuz TMA-08M, Expedition 35/36
- Terry W. Virts - STS-130, Sojuz TMA-15M, Expedition 42/43
- Roberto Vittori - Sojuz TM-34/33, Sojuz TMA-6/5, STS-134
- Igor Petrovitj Volk - Sojuz T-12
- Alexander Alexandrovitj Volkov - Sojuz T-14, Sojuz TM-7, Sojuz TM-13
- Sergej Volkov - Sojuz TMA-12, Expedition 17, Sojuz TMA-02M, Expedition 28/29, Sojuz TMA-18M, Expedition 45/46
- Vladislav Nikolajevitj Volkov - Sojuz 7, Sojuz 11
- Boris Valentinovitj Volynov - Sojuz 5, Sojuz 21
- James S. Voss - STS-44, STS-53, STS-69, STS-101, STS-102, Expedition 2
- Janice Elaine Voss - STS-57, STS-63, STS-83, STS-94, STS-99

## W
- Koichi Wakata - STS-72, STS-92 STS-119, Expedition 18/19/20 STS-127, Sojuz TMA-11M, Expedition 38/39
- Rex J. Walheim - STS-110, STS-122, STS-135
- Charles David Walker - STS-41-D, STS-51-D, STS-61-B
- David M. Walker - STS-51-A, STS-30, STS-53, STS-69
- Shannon Walker - Sojuz TMA-19, Expedition 24/25, SpaceX Crew-1, Expedition 64 / 65
- Ulrich Hans Walter - STS-55
- Carl E. Walz - STS-51, STS-65, STS-79, Expedition 4
- Liu Wang - Shenzhou 9
- Taylor Gun-Jin Wang - STS-51-B
- Mary Ellen Weber - STS-70, STS-101
- Paul J. Weitz - Skylab 2, STS-6
- James Donald Wetherbee - STS-32, STS-52, STS-63, STS-86, STS-102
- Douglas H. Wheelock - STS-120, Sojuz TMA-19, Expedition 24/25
- Edward H. White - Gemini 4
- Peggy A. Whitson - STS-111, Expedition 5, STS-113, Sojuz TMA-11, Expedition 16, Sojuz MS-03, Expedition 50/51/52, Sojuz MS-04
- Terrence W. Wilcutt - STS-68, STS-79, STS-89, STS-106
- Dafydd Rhys Williams "Dave" - STS-90, STS-118
- Donald E. Williams - STS-51-D, STS-34
- Jeffrey N. Williams - STS-101, Sojuz TMA-8, Expedition 13, Sojuz TMA-16, Expedition 21/22, Sojuz TMA-20M, Expedition 47/48
- Sunita Williams - STS-116, Expedition 14/15, STS-117, Sojuz TMA-05M, Expedition 32/33
- Barry E. Wilmore - STS-129, Sojuz TMA-14M, Expedition 41/42
- Stephanie D. Wilson - STS-121, STS-120, STS-131
- Frank De Winne - Sojuz TMA-1/TM-34, Sojuz TMA-15, Expedition 20/21
- Gregory R. Wiseman - Sojuz TMA-13M, Expedition 40/41
- Peter Jeffrey Kelsay Wisoff - STS-57, STS-68, STS-81, STS-92
- David Alexander Wolf - STS-58, STS-86
- Alfred Worden - Apollo 15

## X
- Zhang Xiaoguang - Shenzhou 10

## Y
- Naoko Yamazaki - STS-131
- Liu Yang - Shenzhou 9
- Wang Yaping - Shenzhou 10
- John W. Young - Gemini 3, Gemini 10, Apollo 10, Apollo 16, STS-1, STS-9
- Kimiya Yui - Sojuz TMA-17M, Expedition 44/45

## Z
- George D. Zamka - STS-120, STS-130
- Zhai Zhigang - Shenzhou 7
- Vitalij Michailovitj Zjolobov - Sojuz 21
- Vjatscheslav Dmitrijewitj Zudow - Sojuz 23